# Fantasmas de lo nuevo
Fantasmas de lo nuevo (en inglés: I Sing the Body Electric!; traducción literal: ¡Yo canto el cuerpo eléctrico!) es una colección de cuentos escritos por Ray Bradbury y recopilados en 1969. El libro toma su nombre de su edición original en inglés de un cuento incluido del mismo título, que a su vez tomó el título de un poema de Walt Whitman. En castellano el título hace referencia a otro relato del mismo recopilatorio.

## Relatos
Los relatos recopilados no siguen un orden cronológico o temática única como sí sucede en Crónicas marcianas:

### El invento Kilimanjaro
En inglés: The Kilimanjaro Device/Machine (Dispositivo/ Máquina del Kilimanjaro) 
Narra la historia de un hombre que tras una larga travesía llega a Idaho y comienza a hacer preguntas sobre un lugareño que ha muerto. Finalmente en un bar conoce a un cazador que sabe del paradero de la persona a quien busca. El protagonista revela que su camión tiene la capacidad de viajar en el tiempo y que así descubrió que las personas no siempre mueren en el momento adecuado y este lugareño muerto es uno de ellos. Luego, el viajero parte en busca de Hemingway, el lugareño muerto, con la esperanza de ayudarlo a encontrar un final mejor.

### Terrible conflagración en la casa
En inglés: The Terrible Conflagration Up at the Place (La terrible conflagración en el lugar)
Una banda de rebeldes irlandeses conspiran para derrocar a un burgués local, buscando la propia libertad del pueblo mediante la quema de la casa del burgués. Antes que puedan llevar a cabo su plan, el burgués les sorprende en la puerta principal de la casa y los invita a entrar. Este se resigna a dejar que quemen su casa, a menos que la banda a la noche siguiente, y aprovechando que el burgués y su esposa asistirán al teatro, consiga sacar todas las obras de artes que allí hay. En poco tiempo, los rebeldes abandonan sus pretensiones por distintos motivos relacionados con las obras de artes; ya sea por su aparatoso tamaño para esconderlas o por la negativa de los familiares de estos a guardar los cuadros en sus casas, haciendo que vuelvan a la casa del burgués, amistándose con él y dejando el plan en el olvido.

### El niño del mañana
En inglés: Tomorrow's Child.
En un mundo donde dar a luz consiste en hacer pasar al bebé del vientre de la madre al exterior por medio de unas máquinas que abren portales a otras dimensiones.
Peter y Polly, los protagonistas de la historia, están emocionados por el nacimiento de su primer hijo, pero el doctor tiene malas noticias. Debido a una serie de fallas en la máquina dimensional, su hijo recién nacido ha nacido en otra dimensión. Si bien en última instancia es saludable, la apariencia del bebé es la de una pequeña pirámide azul con apéndices en forma de tentáculos en la dimensión "normal", teniendo la apariencia de un bebé normal en la dimensión donde quedó atrapado. Peter y Polly deciden llevarse al bebé a casa con la condición de que los médicos continúen con el trabajo y la investigación en curso para tratar de devolver a su hijo a la dimensión que le corresponde. El tiempo pasa, con Peter y Polly lidiando con la carga de criar a su hijo; Polly se lo toma especialmente mal y comienza a beber mucho. Después de casi un año, los médicos les plantean una difícil elección. Sus intentos de recuperar al bebé han resultado inútiles, pero pueden enviar a Peter y Polly a la misma dimensión donde reside su bebé, por lo que ellos aceptan.

### Las mujeres
En inglés: The Women
Un hombre y su esposa están en la playa, pero algo siniestro ha despertado en el agua. La entidad oceánica llama al hombre para que se sumerja en el mar. Cada vez más consciente del peligro, su esposa hace todo lo que puede para distraerlo de la llamada del océano. El tiempo pasa, la inteligencia en el agua se desespera, sabiendo que si no puede atraer al hombre antes de que se vaya hoy, todo habrá terminado. Llegan nubes de tormenta y la esposa cree que ha ganado; su esposo no entiende por qué ella parece estar contenta de que su último día en la playa se haya arruinado. Cuando comienzan a alejarse, el esposo de repente escucha una voz que pide ayuda y se precipita al agua para salvarla. La entidad envuelve al hombre y lo mata ahogándolo. 

### El Motel de la Gallina Inspirada
En inglés: The Inspired Chicken Motel
El narrador recuerda el tiempo que pasó viajando con su familia durante la Gran Depresión. En particular, recuerda con cariño un motel donde la propietaria era la orgullosa dueña de un pollo con la supuesta habilidad de adivinar el futuro mediante las cáscaras de sus huevos. Cuando llega la familia, la dueña les obsequia con dos huevos, puestos solo unos días antes de su llegada. En uno está la imagen en relieve de un novillo de cuernos largos, y el otro contiene el mensaje “Descansa en paz. La prosperidad está cerca”. Sin saber qué hacer con el mensaje, pero finalmente con una nueva esperanza, la familia vuelve a emprender el camino.

### Viento de Gettysburg
En inglés: Downwind from Gettysburg
Cuando Bayes encuentra a la recreación robótica de Abraham Lincoln muerta a tiros en una sala de cine; recuerda el pasado cuando él y Phipps trabajaron juntos para crearlo. Bayes se enfrenta al asesino, el Sr. Booth, un hombre que se compadece de sí mismo y disfruta haciendo daño. Bayes lo interroga y descubre que el Sr. Booth mató a Lincoln para llamar la atención y pasar a la posteridad cómo el segundo asesino de Lincoln. Bayes jura asegurarse que no avisará de tal evento, y mucho menos dará su nombre, para que así dicho evento no pasará a la historia. El asesino se defiende, pero Bayes lo intimida, hasta el punto en que lo amenaza de muerte si alguna vez habla sobre el asesinato. El Sr. Booth huye del lugar, mientras que Bayes reflexiona sobre sí mismo; por dejar ir al asesino.

### Sí, nos reuniremos en el río
En inglés: Yes, We'll Gather at the River
Un pequeño pueblo se enfrenta a la realidad de la construcción de una nueva carretera. La nueva carretera pasa por alto el pueblo por completo y amenaza el sustento de todos los negocios de la ciudad. Los dueños de las tiendas reflexionan sobre cómo han cambiado las cosas; Las carreteras solían tardar años en construirse, pero ahora solo son cuestión de horas. Cada uno sabe que, aunque seguirán adelante, una parte de ellos morirá con el pueblo; finalmente aceptan esto sin resentimiento, viendo el curso inevitablemente cambiante del camino como el de un río que fluye.

### El viento frío y el viento caliente
En inglés: The Cold Wind and the Warm 
En Dublín, Irlanda, David y su equipo de extraños viajeros llegan al Royal Hibernian Hotel, con la intención de "hacer algo misterioso". Se encuentran con algunos de los habitantes del pueblo, los cuales encuentran a los visitantes demasiado extraños. Los pueblerinos encuentra sospechosos a los visitantes los observan, encontrándolos parados en el parque, viendo cómo las hojas cambian de color. Informan de sus hallazgos en la taberna, solo para que David entre en la taberna y cuente la historia de dos razas que viajan a los países de la otra, para escapar del calor o del frío, y revela que él mismo estaba tratando de escapar del calor de los países ecuatoriales y visitar un país más frío como Irlanda. La gente del pueblo llegan a aceptar a los visitantes, adoptando la forma de ver la vida de estos; observando cómo las hojas cambian de color mientras David y su equipo viajan de regreso a su país. 

### Llamada nocturna
En inglés: Night Call, Collect (Llamada nocturna, para cobrar)
Un hombre varado en Marte se asienta en una ciudad vacía, en una casa vacía. Suena un teléfono, y cuando contesta escucha su propia voz. Pasó todos sus primeros años grabando mensajes para su yo del futuro, configurando las conexiones para que nunca se sintiera solo. Ahora, años después, las llamadas comienzan a llegar todas a la vez. Al principio son reconfortantes, pero rápidamente se convierten en un enloquecedor recordatorio de todo lo que ha perdido. Su yo juvenil se encuentra fuera del alcance del tiempo, burlándose de él a medida que envejece. Enloquecido, se pone en marcha por todo el planeta, intentando destruir todo vestigio de su propia voz. En su camino, recibe una llamada de una nave que pasa; ¿Es finalmente rescatado, o es simplemente otra broma que le juega su propia voz?

### Fantasmas de lo nuevo
En inglés: The Haunting of the New (La maldición de lo nuevo)
Nora, una rica propietaria de una casa ilustre, invita a Charlie, su amigo de la infancia, a investigar su hogar después de que aparentemente hace que su fiesta anterior se termine rápidamente. Mientras Charlie conduce a su casa, recuerda el tiempo que él y Nora pasaron juntos, y cuando investiga la casa, encuentra algunos buenos recuerdos de su pasado. Nora luego revela que la casa real se había incendiado hace cuatro años, pero ella la había recreado hasta el más mínimo detalle con la ayuda de numerosos artesanos. Ella también quiere que Charlie sea el dueño de la casa, diciendo que era demasiado pecadora y vieja para la casa, alegando que sus pecados causaron que la casa original se quemara en primer lugar. Charlie se niega, y él y Nora conducen a su otra casa, tomados de la mano.

### Canto al cuerpo eléctrico
En inglés: I Sing the Body Electric!
Tras la prematura muerte de su madre, una familia decide comprar una abuela eléctrica para ayudar en la casa y servir como niñera para los tres niños. Emocionados con la idea, Tom, Timothy y Agatha van con su padre a la sala de exhibición de la compañía Fantoccini para construir a la medida a su nueva abuela. Los niños se turnan para seleccionar sus partes, el color de sus ojos, incluso el tono de su voz.
Semanas más tarde, llega un paquete misterioso, un sarcófago que contiene a su abuela robot recién salida de fábrica. La cual cobra vida y rápidamente se convierte en una parte esencial de la familia. Tom, Timothy y su padre inmediatamente comienzan a amarla, pero Agatha permanece distante, desconfiada. Poco a poco se vuelve claro que Agatha no cree que la abuela siempre estará ahí para ellos; tiene miedo de que los deje, tal como lo hizo su madre cuando murió. Un día, Agatha sale corriendo de la casa llorando directamente al tráfico. En un instante, la abuela la empuja a un lugar seguro, solo para ser atropellada por el coche. Agatha llora, pero se encuentra consolada por la abuela, que sale ilesa del accidente. La abuela insiste en que nunca la dejará y que ni la muerte podría separarlos. Agatha se da cuenta de que la abuela es la única que puede cumplir esa promesa y finalmente se abre a ella. 
Después de que los tres niños dejaran la casa familiar para irse a estudiar a la universidad, la abuela abandona también la casa, volviendo a la compañía Fantoccini a la espera de ayudar a una nueva familia. Años más tarde, cuando los niños son ya personas hectogenarías vuelven a contratar a la abuela robot para que esta los cuide hasta el día de sus muerte.

### El día de las tumbas
En inglés: The Tombling Day
En un pequeño pueblo de Misuri, un cementerio en desuso será vaciado para luego formar parte de una nueva carretera. Los lugareños acordaron retirar los huesos viejos. Una anciana exhuma a su prometido de juventud y lleva su ataúd a casa para un réquiem final. Ella se sorprende al descubrir que su amado permanece exactamente como lo enterraron hace 60 años: un alegre hombre de 23 años. La mujer de repente siente opresiva su vejez, incapaz de igualar su belleza pasada.

### Los amigos de Nicholas Nickleby
En inglés: Any Friend of Nicholas Nickleby's Is a Friend of Mine (Cualquier amigo de Nicholas Nickleby es amigo mío)
Un hombre que se hace llamar Charles Dickens llega a un pequeño pueblo del medio oeste de Estados Unidos y se muda a la pensión que dirige la madre del narrador, un niño. Procede a "escribir" las novelas de Dickens, a veces dictándoselas al niño y otras veces con lápiz y papel. Para el niño, el hombre es una inspiración; para los adultos del pueblo, es un fraude, sobre todo para el peluquero, Wyneski, de la villa que ve como su joven aprendiz deja de lado la peluquería para convertirse en el asistente del supuesto Dickens. 
Finalmente Dickens deja el pueblo acompañado de Emily, la bibliotecaria del pueblo. 

### El pesado
En inglés: Heavy-Set
Un hombre distante de 30 años todavía vive con su madre. El hombre, al cual llaman; el pesado, por su corpulenta complexión se comporta como un niño pequeño, entre sus únicas aficiones están el pasear y hacer ejercicio por las noches en la playa y salir muy de vez en cuando con algunos amigos de su pueblo, demostrando muchas veces falta de empatía y una gran hiposensibilidad social. El relato sitúa la historia en Halloween donde el protagonista vuelve frustrado de una fiesta de disfraces al ver que nadie se quiere "divertir", prefiriendo los invitados ir a la playa y tener relaciones con sus novias allí.

### El hombre de la camiseta de Rorschach
En inglés: The Man in the Rorschach Shirt
Después de jubilarse como psiquiatra profesional, un hombre decide llevar su experiencia como pasatiempo al aire libre. Con este fin, usa camisetas con temas de prueba de Rorschach mientras pregunta a las personas a su alrededor qué ven en su camiseta. 

### Enrique Noveno
En inglés: Henry the Ninth
Debido a las inclemencias y el empeoramiento del clima, los habitantes del hemisferio norte deciden migrar permanentemente a climas más cálidos. Toda Gran Bretaña será evacuada en breve, a excepción de un hombre reacio que ha decidido hacerse cargo de la tierra ahora olvidada. 
Este busca consuelo en la historia de su país para justificar el no abandonar la isla. 

### La ciudad perdida de Marte
En inglés: The Lost City of Mars
Cansado de los lujos habituales, un rico hombre de negocios quiere una nueva aventura: descubrir la legendaria ciudad perdida de Marte, Dia-Sao, la Ciudad de la Perdición. Organiza una tripulación extraña e inunda los cursos de agua marcianos secos durante mucho tiempo, ya que Marte nunca ha sido explorado en barco. De hecho, la tripulación encuentra la ciudad escondida en una montaña, solo para encontrar una ciudad automatizada que sigue funcionando, haciendo que los protagonistas descubran los rincones de esta sacando lo mejor y lo peor de ellos mismos. 

### Cristo Apolo
En inglés: Christus Apollo
Obra que celebra el octavo día de la creación y la promesa del noveno.

## Recepción
Joanna Russ revisó la colección favorablemente y dijo: "Esto es Bradbury de tercera categoría, en su mayoría. Pervierte totalmente la cita de Whitman que usa en su título. Es muy bueno". Russ señaló que Bradbury "presenta casi todo, ya sea en un catálogo lírico o de manera dramática, y aunque los catálogos líricos a veces fracasan, el diálogo dramático casi nunca lo hace. Esto le da a su trabajo una tremenda presencia inmediata". 
The New York Times también recibió favorablemente Fantasmas de lo nuevo, diciendo: "Cualquiera que sea la premisa, el autor conserva un entusiasmo tanto por el mundo natural como por lo sobrenatural que envía un cosquilleo de emoción incluso a través de la presunción más débil".